# Omusati
Omusati is een bestuurlijke regio in Namibië.
Het noorden van de regio grenst aan Angola en is dichter bevolkt dan het zuiden. In het zuiden is er minder water beschikbaar voor veeteelt en akkerbouw.
In de Omusati regio leven verschillende Owambostammen.

## Plaatsen

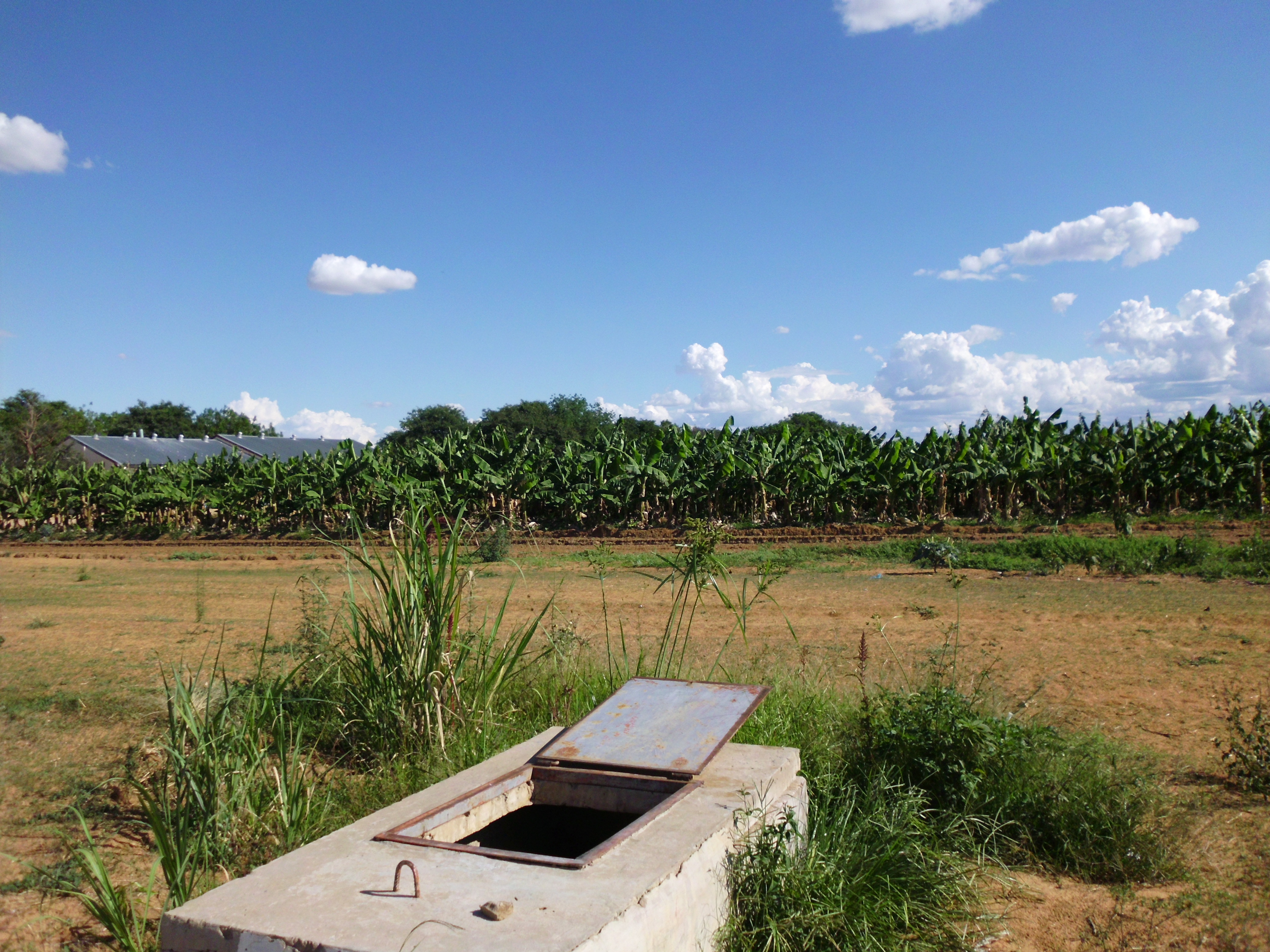
Etunda

- Okahao, town, 6 km²
- Oshikuku, town, 19 km²
- Outapi, town, 11 km²
- Ruacana, town, 51 km²

Zambezi · Erongo · Hardap · ǁKaras · Kavango Oost · Kavango West · Khomas · Kunene · Ohangwena · Omaheke · Omusati · Oshana · Oshikoto · Otjozondjupa